# Генеральні штати (Нідерланди)
Генеральні штати (нід. Staten-Generaal [ˈstaːtə(ŋ) ɣeːnəˈraːl] ( прослухати)) —  двопалатний парламент Нідерландів. Він складається з двох палат, впливовіша з яких є безпосередньо обрана Друга палата (нід. Tweede Kamer, нижня палата). Перша палата (нід. Eerste Kamer, верхня палата) обирається непрямим шляхом члени провінційними законодавчими органами.
Сесійні засідання Генеральних штатів проходять у Бінненгофі (нід. Binnenhof, дослівно: «внутрішній двір») в Гаазі.

## Історія
Вперше Генеральні штати, що складалися з делегатів від нідерландських штатів-провінцій, були скликані в середині XV століття, за часів підпорядківання Нідерландів Бургундському герцогству. Перше засідання відбулося 9 січня 1464, в Брюгге в Фландрії за наказом бургундського герцога Філіпа III.
Генеральні штати не діяли у 1940–1945 роках, під час німецької окупації.